# Caminemos Pisando la Senda de Nuestra Inmensa Felicidad
Caminemos Pisando la Senda de Nuestra Inmensa Felicidad este imnul național din Guineea Ecuatorială.